# Elio (film)
Az Elio 2025-ben bemutatott amerikai 3D-s számítógépes animációs sci-fi kalandfilm, amelyet Madeline Sharafian, Domee Shi és Adrian Molina rendezett.
A filmet az Egyesült Államokban 2025. június 20-án, míg Magyarországon 2025. június 19-én mutatták be a mozikban.

## Cselekmény
Szülei halála után a fiatal Elio Solis nagynénjével, Olga ezredessel él, aki a légierőnél szolgál, és feladta űrhajós álmát, hogy felnevelje unokaöccsét. Elio egyszer eltéved egy lezárt kiállításra, ahol a Voyager–1 űrszonda található, és lenyűgözi az idegen élet felfedezésének lehetősége.
Évekkel később Elio arról álmodozik, hogy elrabolják az idegenek. Minden nap kimegy a partra és ott várja őket, hiába. Egy este két zaklatója, Bryce és Caleb, megrongálják Elio rádióját, és a dulakodás során megsérül a fiú bal szeme. Emiatt két hétig szemfedőt kell viselnie. Olga munkahelyén Elio belopódzik egy sürgősségi megbeszélésre, ahol egy Gunther Melmac nevű összeesküvés-elmélet hívő azt állítja, hogy az idegenek válaszoltak a Voyager által küldött üzenetre, és szerinte vissza kellene küldeni nekik egy üzenetet. Olga és kollégái azonban kinevetik és elutasítják. Elio titokban használja Melmac készülékét, hogy elküldje saját üzenetét, ezzel áramszünetet okoz a katonai bázison, és Olga majdnem elveszíti az állását. Dühösen Elio felelőtlen viselkedése miatt, Olga úgy dönt, ifjúsági táborba küldi őt, amit Elio rettegéssel fogad, főleg mert Bryce és Caleb is oda járnak.
A táborban Elio egy éjszaka megszökik Bryce, Caleb és két másik zaklató elől, akik meg akarják ijeszteni. Eközben a katonai bázison Olga furcsa üzeneteket kezd fogadni az űrből, válaszként Elio korábbi rádióadására. Épp amikor Eliót megverni készülnek a táborban, egy idegen űrhajó jelenik meg, és elrabolja őt. A hajó fedélzetén Elio találkozik OOOOO-val, egy folyékony szuperkomputerrel, és belépést nyer a Communiverse-be*, ahol különböző világok idegenjei osztják meg tudásukat egymással. A többi nagykövet tévesen úgy véli, hogy Elio a Voyager űrszonda megalkotója, és jelölik Föld nagykövetének. Mielőtt Elio tisztázhatná a félreértést, sürgősségi tanácskozásra mennek Grigon nagyúrral, egy száműzött hadúrral, aki az erőszakos hatalomátvétellel fenyegeti a Communiverse-t. A nagykövetek úgy döntenek, visszaküldik Eliót a Földre, de ő inkább úgy dönt, megpróbál tárgyalni Grigonnal, hogy hivatalosan is a Föld képviselőjévé válhasson. OOOOO ekkor létrehoz egy Elio-klónt, aki visszatér a Földre, hogy helyettesítse őt. Olga érte megy a táborba, miután hall a korábbi verekedésről, és hazaviszi a „másik” Eliót.
Közben az igazi Elio megpróbál tárgyalni Grigonnal, de véletlenül feldühíti, és Grigon börtönbe veti. Menekülés közben Elio találkozik Grigon fiával, Glordonnal, és úgy dönt, túszként használja őt alkuként Grigonnal szemben, hogy békét kössön a Communiverse érdekében. Visszatérnek a Communiverse-be, ahol Grigon elfogadja az egyezséget, és megígéri, hogy visszavonul, cserébe Glordon biztonságos visszatéréséért.
Elio és Glordon megnyílnak egymás előtt: Elio magányosnak és félreértettnek érzi magát, különösen a nagynénje, Olga miatt, míg Glordon ellenáll apja elvárásainak, és nem akar háborús gépezetté válni. Elio kidolgoz egy tervet: klónozással akarják kijátszani Grigont, hogy együtt maradhassanak. A valódi Glordont egy mentőkapszulába rejti, míg Grigon a hamis klón fiát kapja meg. Grigon azonban észreveszi a cserét, és Questa elmetrát olvasó képességeivel megtalálja őket. Csapatokat küld a valódi Glordon elfogására. Questa, akit elszomorít Elio hazugsága, úgy dönt, hogy megvédi a fiút, és visszaküldi a Földre, hogy elkerülje Grigon haragját. Eközben Glordon véletlenül aktiválja a kapszulát, és a Föld felé veszi az irányt.
Otthon Elio kétségbeesett, de a parton meglátja Olgát és a másik Eliót, aki már gyanús lett neki, miután észrevette, hogy a fiú bal szeme alatt nincs seb a kötés alatt. A kibékülés után együtt mennek a katonai bázisra, ahol Elio űrkapszuláját lefoglalták. Miután a másik Elio feláldozza magát, hogy elterelje a katonák figyelmét, Elio és Olga bejutnak a bázisra, és megtalálják a haldokló Glordont a kapszulában. Elio és Olga visszaviszik őt a Communiverse-be, útközben segítséget kérnek Bryce-tól és Melmactól, hogy elkerüljék az űrtörmelékeket.
Mikor megérkeznek, visszaadják Glordont Grigonnak, aki megszabadul a páncéljától, és a karjába veszi a fiát, megmentve az életét. Grigon bocsánatot kér a fiától és a nagykövetektől. Eliót ismét üdvözlik nagykövetként, de ő visszautasítja a címet, mondván: a Föld az otthona és elbúcsúzik. Questa emlékezteti, hogy soha nincs egyedül, mielőtt visszaküldené őt és Olgát a Földre. Elio ezután otthon ham rádióján keresztül tovább tartja a kapcsolatot Glordonnal.

## Szereplők
| Szereplő         | Eredeti hang                     | Magyar hang         | Leírás |
| ---------------- | -------------------------------- | ------------------- | --- |
| Elio Solis       | Yonas Kibreab                    | Endrődy Regő        | Tizenegy éves fiú, akinek megsérült a bal szeme, és akit az idegenek tévedésből a Föld nagykövetének hisznek. |
| másik Elio Solis | Yonas Kibreab                    | Endrődy Regő        | Elio klónja.                                                                                                  |
| Olga Solis       | Zoë Saldana                      | Dobó Enikő          | Elio nagynénje, aki a légierőnél szolgál őrnagyként.                                                          |
| Glordon          | Remy Edgerly                     | Mohácsi Levente     | Féregszerű idegen lény, akivel Elio barátságot köt.                                                           |
| másik Glordon    | Remy Edgerly                     | Mohácsi Levente     | Glordon klónja.                                                                                               |
| Lord Grigon      | Brad Garrett                     | Bognár Tamás        | Testes, féregszerű idegen hadúr és nagykövet, aki fejlett technológiájú páncélt visel, és Glordon apja.       |
| Questa           | Jameela Jamil                    | Bogdányi Titanilla  | Radiodont-szerű idegen nagykövet.                                                                             |
| OOOOO            | Shirley Henderson                | Staub Viktória      | Kék, zselészerű folyékony szuperszámítógép.                                                                   |
| Gunther Melmac   | Brendan Hunt                     | Kisfalusi Lehel     | Összeesküvés-elmélet hívő.                                                                                    |
| Tegmen           | Matthias Schweighöfer            | Ganxsta Zolee       | Idegen nagykövetek.                                                                                           |
| Helix            | Brandon Moon                     | Galbenisz Tomasz    | Idegen nagykövetek.                                                                                           |
| Auva             | Vatanabe Naomi                   | Sipos Eszter Anna   | Idegen nagykövetek.                                                                                           |
| Turais           | Ana de la Reguera                | Ligeti Kovács Judit | Idegen nagykövetek.                                                                                           |
| Mira             | Anissa Borrego                   | Csobot Adél         | Idegen nagykövetek.                                                                                           |
| Naos             | Okacuka Acuko                    | Mikecz Estilla      | Idegen nagykövetek.                                                                                           |
| Diplo Ship       | Shelby Young                     | Kis-Kovács Luca     | |
| Carl Sagan       | Carl Sagan (archív hangfelvétel) | Kassai Károly       | Amerikai csillagász.                                                                                          |

### Magyar változat
- Magyar szöveg: Blahut Viktor
- Felvevő hangmérnök: Salgai Róbert
- Vágó: Bogdán Gergő, Kránitz Lajos András
- Gyártásvezető: Bogdán Anikó
- Szinkronrendező: Dobay Brigitta
- Produkciós vezető: Máhr Rita

A szinkront az Iyuno Hungary készítette.

## A film készítése
2022 szeptemberében, a D23 Expo során a Pixar Animation Studios bejelentette az Elio című új eredeti filmet, amelyet Adrián Molina fog rendezni, míg Mary Alice Drumm producerként vesz részt a projektben. Ez lett volna Molina első önálló egészestés rendezése, miután korábban társrendezője és társszövegírója volt a Coco című filmnek. Molina és Drumm a film kapcsán azt a kérdést tették fel: „Mi lenne, ha azt mondanánk, hogy nem vagyunk egyedül az univerzumban, és minden, amit valaha az idegenekről hallottál, igaz?”
A filmet Molina egy „személyes felnövéstörténetként” képzelte el, amely a fiatalok elidegenedéséről szól. A történet kidolgozásakor Molina a saját gyerekkorából merített ihletet, amikor katonai támaszponton nőtt fel, majd később beiratkozott a California Institute of the Arts művészeti főiskolára. A rendező, Madeline Sharafian szerint Molina „úgy érezte, megtalálta a közösségét, megtalálta a világát” ezen az intézményen belül. Azonban néhány év munkája után Molina úgy érezte, „végül nem ő az, aki befejezi a filmet”, ezért elhagyta a projektet, hogy a Coco 2. munkálatain dolgozzon tovább. 2024 júniusában Pixar kreatív vezetője, Pete Docter bejelentette, hogy a Pirula Panda rendezője, Domee Shi dolgozik a filmen. Őt hivatalosan is bemutatták az új rendezőként a 2024 augusztusi D23 rajongói eseményen, ahol Madeline Sharafian is jelen volt, aki korábban a film storyboardjain dolgozott. A forgatókönyvet Julia Cho, Mark Hammer és Mike Jones írták; Cho korábban a Pirula Panda társszövegírója volt, míg Jones dolgozott a Pixar Lelki ismeretek és Luca című filmjein is. A készítés során a magány témájának kutatása közben a rendezők pszichológusokkal is beszélgettek, többek között Vivek Murthy-val, a gyermekek magányosságáról és gyászáról. Sharafian elmondta, hogy „mindenki érzi ezt, és miközben a csapattal egyre többet tanultunk róla, elkezdtük felismerni, hogy, várjunk csak, én most tényleg magányos vagyok”.